# Кункелова, Моника
Мо́ника Ку́нкелова (словац. Monika Kunkelová; род. 12 мая 1977, Нитра) — словацкая кёрлингистка на колясках.
В составе сборной Словакии участник зимних Паралимпийских игр 2014, 2018, 2022 и чемпионатов мира.
Играет на позиции первого.

## Команды
| Сезон                                                                      | Четвёртый        | Третий           | Второй           | Первый           | Запасной                                                | Турниры                         |
| -------------------------------------------------------------------------- | ---------------- | ---------------- | ---------------- | ---------------- | ------------------------------------------------------- | ------------------------------- |
| 2010—11                                                                    | Радослав Дюриш   | Дюшан Питоняк    | Бранислав Якубец | Алёна Канова     | Моника Кункелова                                        | ЧМК 2011 (квал. 2010) (6 место) |
| 2011—12                                                                    | Радослав Дюриш   | Бранислав Якубец | Дюшан Питоняк    | Моника Кункелова |                                                         | ЧМК 2012 (квал. 2011)           |
| 2011—12                                                                    | Радослав Дюриш   | Бранислав Якубец | Дюшан Питоняк    | Моника Кункелова | Алёна Канова                                            | ЧМК 2012 (4 место)              |
| 2012—13                                                                    | Радослав Дюриш   | Бранислав Якубец | Дюшан Питоняк    | Моника Кункелова | Алёна Канова                                            | ЧМК 2013 (7 место)              |
| 2013—14                                                                    | Радослав Дюриш   | Бранислав Якубец | Дюшан Питоняк    | Моника Кункелова | Алёна Канова тренер: Франтишек Питоняк                  | ЗПИ 2014 (9 место)              |
| 2014—15                                                                    | Радослав Дюриш   | Бранислав Якубец | Дюшан Питоняк    | Моника Кункелова | Imrich Lyocsa                                           | ЧМК 2015 (4 место)              |
| 2015—16                                                                    | Радослав Дюриш   | Дюшан Питоняк    | Петер Затько     | Моника Кункелова | Imrich Lyocsa                                           | ЧМК 2016 (9 место)              |
| 2017—18                                                                    | Дюшан Питоняк    | Радослав Дюриш   | Петер Затько     | Моника Кункелова | Imrich Lyocsa тренеры: Франтишек Питоняк, Павол Питоняк | ЗПИ 2018 (9 место)              |
| 2018—19                                                                    | Радослав Дюриш   | Дюшан Питоняк    | Imrich Lyocsa    | Моника Кункелова | Петер Затько тренеры: Франтишек Питоняк, Milan Bubenik  | ЧМК 2019 (6 место)              |
| 2019—20                                                                    | Радослав Дюриш   | Петер Затько     | Дюшан Питоняк    | Моника Кункелова | Imrich Lyócsa тренер: Франтишек Питоняк                 | ЧМК 2020 (8 место)              |
| 2020—21                                                                    | Радослав Дюриш   | Дюшан Питоняк    | Петер Затько     | Моника Кункелова | Imrich Lyócsa тренер: Франтишек Питоняк                 | ЧМК 2021 (10 место)             |
| 2021—22                                                                    | Петер Затько     | Радослав Дюриш   | Дюшан Питоняк    | Моника Кункелова | Алёна Канова тренер: Франтишек Питоняк                  | ЗПИ 2022 (4 место)              |
| 2023—24                                                                    | Петер Затько     | Радослав Дюриш   | Душан Питоняк    | Моника Кункелова | Adrian Durcek тренеры: Даниэла Матулова, Milan Bubenik  | ЧМК 2024 (7 место)              |
| 2024—25                                                                    | Петер Затько     | Радослав Дюриш   | Adrian Durček    | Моника Кункелова | Betty Vorosova тренеры: Даниэла Матулова, Milan Bubenik | ЧМК 2025 (4 место)              |
| Кёрлинг на колясках среди смешанных пар (wheelchair mixed doubles curling) |                  |                  |                  |                  |                                                         |                                 |
| 2021—22                                                                    | Моника Кункелова | Радослав Дюриш   |                  |                  | тренер: Даниэла Матулова                                | ЧМКСП 2022 (7 место)            |
| 2022—23                                                                    | Моника Кункелова | Радослав Дюриш   |                  |                  | тренер: Даниэла Матулова                                | ЧМКСП 2023 (6 место)            |
| 2023—24                                                                    | Моника Кункелова | Радослав Дюриш   |                  |                  | тренеры: Даниэла Матулова, Milan Bubenik                | ЧМКСП 2024 (6 место)            |
| 2024—25                                                                    | Моника Кункелова | Радослав Дюриш   |                  |                  | тренер: Даниэла Матулова                                | ЧМКСП 2025 (8 место)            |

(скипы выделены полужирным шрифтом)